# Sandhamnsleden

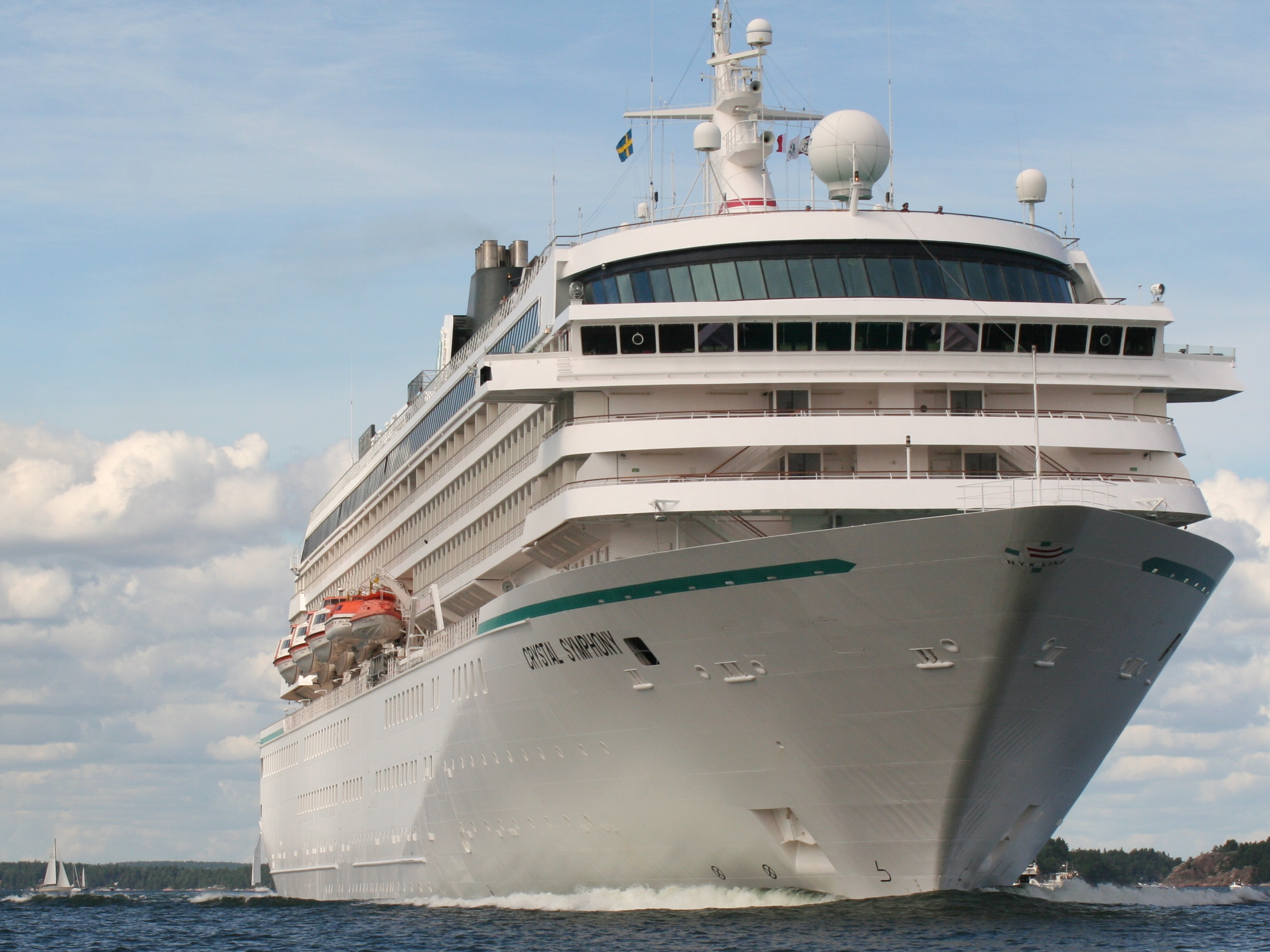
Crystal Symphony på väg längs Sandhamnsleden från Stockholm på Saxarfjärden öster om Lillsved 2007.

Sandhamnsleden är den mellersta av de stora farlederna in till Stockholms hamnar.
Sandhamnsledens sträckning går från Almagrundet genom Stockholms mellersta skärgård söder om Sandön, mellan Vindalsö och Eknö, norr om Skarp-Runmarn, över Kanholmsfjärden, norr om Sollenkroka, Vindö och Värmdölandet, och ansluter på Trälhavet norr om Oxdjupet till Furusundsleden. Leddjupet är 11 meter.